# Gazole
Pour les articles homonymes, voir Gas-oil (homonymie) et Diesel.
Le gazole, gasoil, gas-oil, diesel (par antonomase), ou encore diésel (orthographe rectifiée de 1990), est un carburant pour moteurs à allumage par compression, conventionnellement appelés « moteurs Diesel ». Physiquement, c'est un fioul léger et, réglementairement, un carburant (norme fiscale) issu du raffinage du pétrole. Le diesel B7, le plus répandu, est composé à 7 % de biogazole.  
Sa version non routière, est appelée en France « gazole non routier » (GNR), ayant un avantage fiscal, pour certaines utilisations. 
Gros émetteur d'oxydes d'azote et de particules fines nocives pour le système respiratoire, le gazole est fortement taxé au Danemark et en Suisse, vendu plus cher que l'essence aux États-Unis ; il est encore très utilisé en France où il a longtemps été moins cher et moins taxé que l'essence, avec toutefois une résorption progressive de l'écart de fiscalité. Dans ce pays, la perception de ce type de carburant a fortement changé ces dernières années. Ainsi les ventes de véhicules fonctionnant au gazole se sont effondrées et ces derniers sont aujourd'hui progressivement, interdits de circulation dans la plupart des grandes villes françaises ainsi que dans leurs agglomérations,, afin d'aboutir à leur bannissement total entre 2024 et 2030 selon la ville concernée.

## Terminologie
Le mot « gazole », attesté en 1973, est adapté de l'anglicisme gasoil (attesté en 1920), emprunté de l'anglais nord-américain gas oil qui désignait tout hydrocarbure produisant des gaz par distillation,,. Le mot « gazole » est surtout utilisé en France ; c'est le seul qui figure dans la base de données FranceTerme pour désigner ce carburant. Cette recommandation distingue ainsi le carburant (le gazole) du système de motorisation, le moteur Diesel (de Rudolf Diesel, son inventeur), qui fonctionne habituellement avec ce carburant. La législation française utilise également le terme « gazole ». Les mots « gazole » et « diesel » sont utilisés dans le langage courant,.
Dans d'autres pays, comme la Belgique, le Canada et la Suisse, le produit est connu avant tout sous l'appellation « diesel » ou « carburant diesel »,. Le terme « carburant diesel », normalisé par l'Office québécois de la langue française en août 1982, est recommandé par Le Grand Dictionnaire terminologique.
En Europe, d'un point de vue administratif, le gazole intégrant une certaine proportion de biogazole est désigné par un code commun commençant par la lettre B de bio, suivie du pourcentage de biogazole contenu dans le gazole. En 2018, ce pourcentage est de 7 % en Europe, mais des expérimentations avec du B10 contenant 10 % de biogazole existent en France. Le carburant B7 a été légalement introduit en janvier 2011 ; il peut être utilisé dans tous les véhicules à moteur Diesel.

## Composition

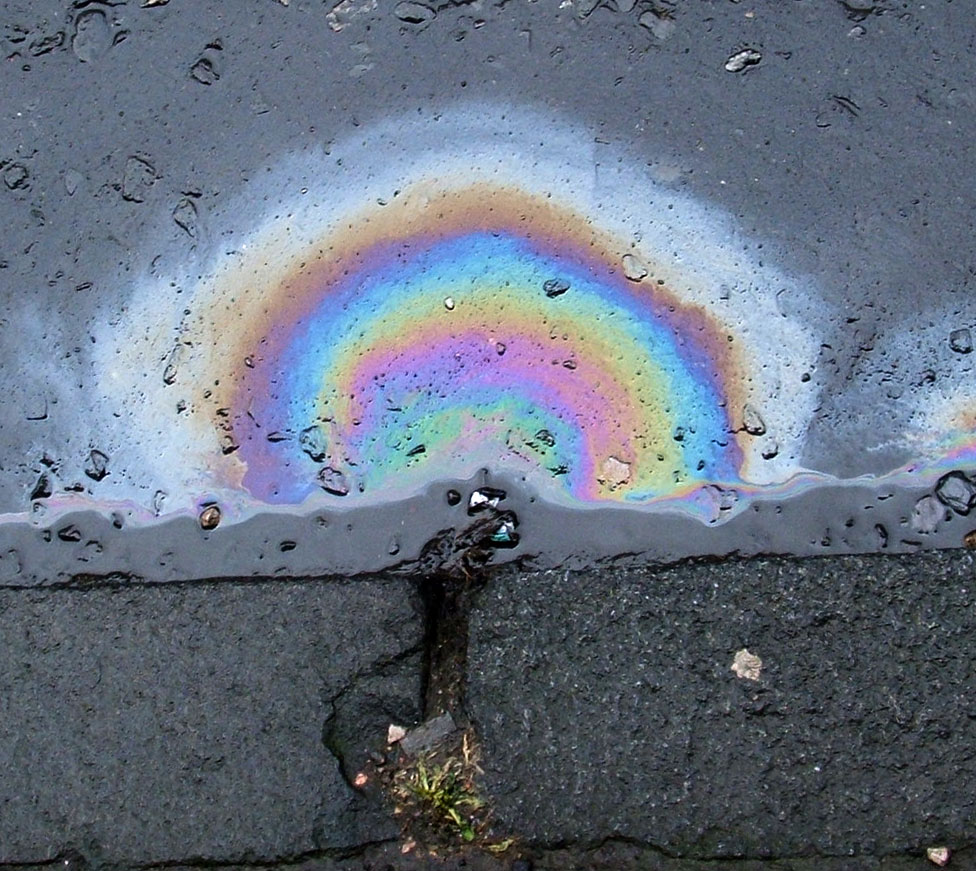
Le gazole à température et pression ambiante n'est pas miscible dans l'eau.

Le gazole pétrolier est un dérivé du pétrole composé à environ 75 % d'hydrocarbures saturés (principalement des alcanes/paraffines, notamment les n, iso et cycloparaffines) et à 25 % d'hydrocarbures aromatiques (dont des naphtalènes et les alkylbenzènes).
Sa formule chimique moyenne est C12H23 (allant approximativement de C10H20 à C15H28).

## Propriétés physicochimiques
Le gazole pétrolier commence à se figer vers −8,1 °C alors que le biogazole selon sa nature se fige entre 2 °C et 15 °C.
Sa viscosité augmente quand la température diminue, et il est figé dans les systèmes d'alimentation en carburant à des températures généralement comprises entre −19 °C et −15 °C.
Les carburants diesel classiques se vaporisent à des températures comprises entre 149 °C et 371 °C.
Le point d'éclair classique du gazole varie de 52 à 96 °C selon sa formulation, ce qui le rend dans tous les cas plus sûr que l'essence. Contrairement à l'essence, le point d'éclair d'un carburant diesel n'a aucun lien avec ses performances dans un moteur ni avec ses qualités d'auto-inflammation.

## Utilisations et consommation
Il est essentiellement utilisé comme carburant, mais a d'autres usages.
- Des gazoles de qualité médiocre ont ainsi été utilisés comme agent d'extraction liquide-liquide, par exemple pour extraire du palladium dissous dans des mélanges à base d'acide nitrique[31]. Un tel usage a été proposé pour séparer des produits de fission (palladium) dans le raffinat du PUREX, raffinat produit à partir de combustible nucléaire usé[31]. Dans ce type de système d'extraction, les hydrocarbures du gazole agissent comme solvant et diluant alors que le sulfure de dialkyle se comporte en « extractant »[31]. Le mécanisme global est une solvatation[31]. Cependant à ce jour[Quand ?], aucune usine pilote (ni à grande échelle) n'a été construite pour récupérer le palladium, le rhodium ou le ruthénium à partir de déchets nucléaires[32].

- Du gazole a été utilisé pour diluer certains pesticides liposolubles (ex. : hydrocarbures chlorés[33], Cryptogil DC6 (pour le traitements de bois fraichement coupé), le Diflubenzuron vendu concentré à 45 % dans une formulation à base d’huile) ou d'autres biocides afin qu'ils pénètrent mieux le bois ou les cuticules cireuses de plantes. Il est aussi utilisé pour diluer d'autres solvants (par exemple des « dégoudronants » utilisés pour le décapage de bitumes[34]).

- Du fioul, ou gazole, sont souvent utilisés comme ingrédient principal du fluide de forage utilisé pour des forages pétroliers ou de gaz de schiste[35], avec l'avantage d'être peu couteux et de donner de très bons résultats dans un grand nombre de types de roches (dont les formations géologiques de schistes, de sel ou de gypse)[35]. La boue de forage est dans ce cas généralement un mélange de gazole et d'eau salée (jusqu'à 40 % du mélange)[36], au risque de polluer les nappes phréatiques traversées par la tête de forage, ce pourquoi certaines entreprises tendent depuis quelques années ou dans certaines régions à remplacer ce gazole par des mélanges à base de végétaux, minéraux et produits de synthèse plus neutres à l'égard de l'environnement et/ou biodégradables. Le gazole reste néanmoins très utilisé ailleurs dans les forages[37].

Durant la Seconde Guerre mondiale, lors du développement de moteurs de fusée en Allemagne, un carburant « diesel J-2 » a été utilisé comme composant de carburant de plusieurs moteurs, dont celui de la fusée BMW 109-718. Ce carburant a aussi servi pour des moteurs à turbine à gaz BMW.
Selon l'Union française des industries pétrolières (UFIP), du 1er novembre 2017 au 31 octobre 2018, la consommation française de carburants pétroliers a atteint 50,69 millions de m3, soit une baisse de 1,1 % par rapport à la consommation des douze mois précédents. Le gazole recule légèrement alors que l'essence progresse, mais la part du gazole reste stable dans la consommation de carburants routiers (79,3 % du total).

## Classifications
Au Canada, le carburant pour moteur Diesel est classé en deux catégories :
- le carburant diesel saisonnier « type B » d'usage général ;
- le carburant diesel léger « type A » d'usage particulier.

Durant plusieurs décennies, le gazole canadien était aussi défini par sa teneur en composés organosulfurés ; on parlait alors « d'ordinaire », de « faible teneur en soufre » et de « très faible teneur en soufre ». Le soufre permet de limiter l'accumulation de particules en suspension à l'arrivée dans le pot d'échappement[réf. nécessaire][pas clair]. Néanmoins, pour améliorer la qualité de l'air et de l'environnement, le gouvernement canadien a restreint la vente de carburant à ceux à « très faible teneur en soufre » depuis septembre 2006. Effectivement, le soufre s'oxyde dans la chambre de combustion pour faire place au dioxyde de soufre, lequel participe au brouillard urbain (smog) et à l'acidification des pluies. Les teneurs maximales en soufre ont considérablement baissé (en France, elle a été divisée par 50 en 15 ans, passant de 500 mg/kg en 1996 à 350 en 2000 puis à 50 en 2008 et enfin à 10 mg/kg en 2009).

## Autres formulations
Lorsque le gazole est fabriqué sans pétrole ou avec une portion moindre de gazole pétrolier, on parle de biogazole. Ce terme récent est contesté à cause de sa connotation environnementale plus ou moins usurpée. Ce terme recouvre deux carburants différents :
- le gazole mélangé à des carburants d'origine végétall (biocarburant), qu'il s'agisse d'huiles ou de bioéthanol. L'appellation est dans ce cas usurpée car le pourcentage de carburant d'origine végétale est généralement faible (~10 %). Il s'agit de gazole oxygéné, terme plus correct mais peu utilisé dans le monde francophone ;
- le carburant d'origine végétale utilisable par les moteurs Diesel. Généralement, de l'ester éthylique d'huile végétale (EEHV) ou de l'ester méthylique d'huile végétale (EMHV). L'EEHV a l'avantage d'être productible à partir d'éthanol et d'huile végétale, soit des produits que l'on peut obtenir à 100 % à partir de l'agriculture.

Certains proposent le terme « agridiesel » mais cette nomenclature fait encore l'objet de discussions.
Le diésel européen contient 6 % d'huiles végétales, et jusqu'à 7 % dans le B7.
L'huile du biogazole belge contient 80 % d'huile de soja, et 10 % d'huile de palme. Pour l'Europe, l'huile est plus nocive pour l'environnement que le gazole.
En France, le biogazole représente 76 % de la consommation nationale d'huile de palme.
En Europe, en 2015, les véhicules diesel ont consommé 3,35 millions de tonnes d’huile de palme, soit environ 46 % de l'huile de palme utilisée dans l’Union européenne.
Pour cette raison, l'Europe a réduit les objectifs de 2020 de 10 % (B10) à 7 % (B7), avec pour objectif de remplacer tout ou partie des biocarburants de la première génération par des biocarburants de seconde génération,.
La masse volumique du gazole est d'environ 850 kg/m3.
En France, il n'y a pas obligation d'utiliser du gazole dans les moteurs des engins agricoles ou de travaux publics. En général, le fioul domestique (FOD), cousin du gazole, était utilisé à la place. Depuis 2012, il est interdit d'utiliser du fioul dans les moteurs agricoles, le carburant à utiliser est le GNR (gasoil non routier) ce n'est plus une base fioul avec beaucoup de soufre, mais une base gasoil avec des huiles végétales ou des graisses animales. Ce nouveau carburant a un taux de cétane plus élevé, soit 56 contre un fioul à 40 ou 49. Ce carburant est plus fragile.
De même, les avions à moteur Diesel sont autorisés à utiliser du jet A1, un kérosène un peu plus léger que le fioul mais suffisamment gras pour ne pas gripper les pompes. En cas de crise majeure, les moteurs Diesel des véhicules militaires sont prévus pour l'usage du jet A1 (recommandation OTAN).
Les marines de guerre occidentales utilisent du gazole de navigation code OTAN F-76 dont la teneur en soufre début 2000 est de 0,2 %.

## Inconvénients
Le gazole classique est un hydrocarbure fossile qui contribue aux émissions de gaz à effet de serre au cours du processus de production et de transport et lors de son utilisation.
Avec les fiouls lourds, il contribuait autrefois aux pluies acides soufrées mais est de mieux en mieux désoufré (aujourd'hui ce sont plutôt les NOx qui acidifient les pluies et contribuent, une fois transformés en nitrites et nitrates s'ajoutant aux apports agricoles, à l'eutrophisation des cours d'eau et des lacs).
En saison froide et dans les pays froids, le gazole se fige en dessous d'une certaine température ; pour éviter cela, il faut le réchauffer ou adjoindre un additif à sa composition. Le gazole du commerce contient de très faible quantité de plusieurs métaux toxiques (dont par exemple pour des gazoles vendus à la pompe en 1999 : du cadmium (0,000 1 μg/g), du chrome (0,006 μg/g), du cuivre (0,07 μg/g) et du zinc (0,23 μg/g) et une quantité très significative de plomb (1,1 μg/g) ; ces métaux proviennent du pétrole lui-même et/ou ont été ajoutés comme additifs (antioxydants, détergents…).
Les gaz d'échappement des moteurs Diesel posent en outre trois problèmes sanitaires majeurs :
1. Ils sont classés cancérogènes par l'Organisation mondiale de la santé (voir la Liste des cancérogènes du groupe 1 du CIRC), associés au cancer du poumon et au cancer de la vessie[47] ;
2. Ils contiennent des oxydes d'azote (NOx, au cœur de l'affaire Volkswagen) en proportion variable selon les moteurs, la température du moteur et selon la manière de conduire 
Jusqu'à la généralisation de la norme Euro 6b pour tous les véhicules immatriculés à partir du 1er septembre 2015, les émissions d'oxydes d'azote autorisées pour les véhicules Diesel étaient nettement plus élevées que celles autorisées pour les véhicules à essence. Depuis 2015, les maxima autorisés pour les deux types de motorisation sont proches (80 mg/km pour les véhicules Diesel et 60 mg/km pour les véhicules à essence), mais les émissions en conditions réelles d'utilisation restent beaucoup plus élevées qu'annoncées par de nombreux fabricant pour les véhicules Diesel[48]. Les hautes températures internes du moteur Diesel favorisent la production d'oxyde d’azote que la réduction catalytique sélective peut réduire, mais en nécessitant un réservoir d'urée à réapprovisionner régulièrement[49] et avec l'inconvénient d'alors contribuer à faire remonter les émissions de particules. Pour limiter le besoin en urée, les constructeurs utilisent souvent conjointement la réduction catalytique et la recirculation des gaz d'échappement ;
3. Leur combustion émet des particules fines et suies[50], dans une proportion qui peut varier selon la formulation du gazole[51]. Ces particules parfois dites « particules Diesel » sont « constituées d'une partie minérale avec un cœur carboné majoritaire, des sulfates, de l'eau, des traces métalliques » présentant une toxicité respiratoire[52].
La comparaison avec le moteur à essence à injection directe est moins tranchée, car il est aussi émetteur de ce type de polluants. La norme Euro 6b autorise un taux d'émission de particules fines analogue pour les moteurs à essence et Diesel si on les mesure en mg/km (4,5 mg/km contre 5 mg/km), mais elle autorise un nombre de particules dix fois plus élevé pour les moteurs à essence (6 × 1012 contre 6 × 1011 /km). Des mesures effectuées sur une Renault Mégane 1.2 TCe, une Ford Focus 1.0 EcoBoost et une Hyundai i40 1.6 GDI ont montré que, bien que ces véhicules respectaient la norme applicable aux moteurs à essence, ils dépassaient celle applicable aux moteurs Diesel[53]. Il faudra attendre le 1er septembre 2018 pour que la norme Euro 6c impose aux véhicules essence à injection directe nouvellement immatriculés une limite d'émission de particules fines identique à celle applicable aux véhicules Diesel immatriculés depuis 2011 (norme Euro 5). 
Ces particules fines s'ajoutent dans l'air à celles émises notamment par les pneus, les freins et les embrayages[54], et par le chauffage au charbon et au bois[55]. Enfin tous les moteurs émettent des polluants dits « non réglementés » (ex. : HAP, COV, aldéhydes et cétones, résidus de catalyseurs)[45]. Le moment de régénération du filtre à particule correspond à une augmentation de « près de 1015 particules par kilomètre au lieu de 1012 pour les ultra fines, soit une multiplication par un facteur 10 à 1 000 suivant les cas, et cela est vrai quel que soit le type de filtre, système DPNR (Toyota), filtre à revêtement catalytique (Renault) ou additif au carburant (VW). On note par ailleurs que le filtre de type DPNR retient moins bien les particules que les autres modèles, et ce sur l'ensemble du spectre de taille »[45].

## Production

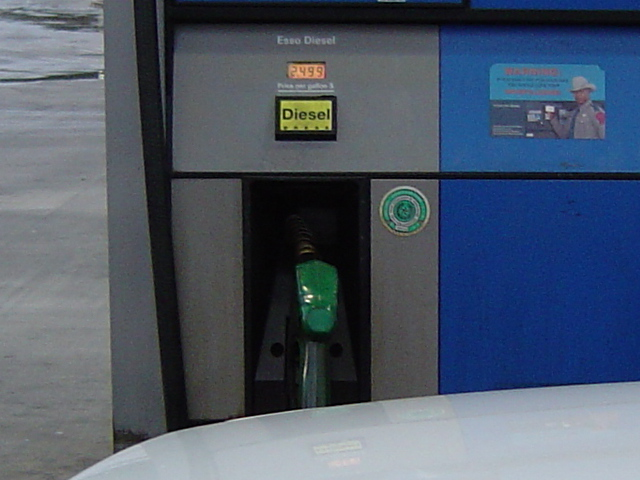
Une pompe à gazole moderne.

Le gazole d'origine fossile, par opposition au biogazole produit à partir de végétaux, est issu de la distillation du pétrole. Dans la chaine de raffinage, il fait partie des carburants moyens (gazole, kérosène, et fioul domestique). Le gazole d'origine fossile est le type de gazole le plus vendu au monde comme carburant (et dans une moindre mesure comme solvant de certains produits chimiques). Une partie du gazole est mélangé à des fiouls plus lourds pour les rendre moins difficilement utilisables.
Il est produit par distillation fractionnée de pétrole brut quand ce dernier atteint une température comprise entre 200 °C et 350 °C à pression atmosphérique, ce qui donne un mélange de chaînes carbonées contenant typiquement de 8 à 21 atomes de carbone par molécule de gazole dit « gazole atmosphérique » que l'on peut séparer en gazole léger et gazole lourd ; une distillation sous vide permet alors de séparer les résidus atmosphériques en gazole léger sous vide (qui est mélangé au gazole léger atmosphérique pour donner du « gazole moteur »), en gazole lourd sous vide, en fiouls lourds et en résidus sous vide (utilisables pour produire des bitumes).

## Vers une diminution des usages du gazole et des fiouls lourds
Dans les pays développés, la demande en fiouls lourds diminue depuis les années 1970.
Avec les chocs pétroliers et le développement du nucléaire puis l'apparition des biocarburants, des alternatives (moins polluantes) concurrencent de plus en plus le gazole (qui reste cependant favorisé car moins taxé que l'essence).
Selon l'Institut national de l'environnement industriel et des risques (Ineris) en 2014, cette tendance devrait se prolonger. Le « marché des soutes » (marine marchande et de guerre) a légèrement progressé au début du XXe siècle puis s'est contracté, et si les pays pauvres et asiatiques en fort développement depuis les années 1990 (Chine notamment) ont absorbé une partie des excédents de production de fiouls peu chers mais polluants (dont le fioul lourd à haute teneur en soufre), ces pays sont maintenant confrontés à une pollution de l'air croissante.
Les raffineurs de pétrole (y compris français) ont d'abord cherché de nouveaux débouchés à l’export (souvent par mer, avec le risque de nouvelles marées noires, et avec des couts augmentés par les nouvelles normes imposant les doubles-coques pour les pétroliers). Depuis les années 2000, ils doivent aussi faire face à la concurrence du gaz naturel et du gaz de schiste. Ils ont en outre à répondre aux obligations de transition énergétique et à une pression croissante de la demande d'alternatives aux énergies fossiles. Des projets de réglementation de la pollution émise par le trafic maritime sont discutés, et sont déjà partiellement mis en œuvre dans le domaine maritime de l'UE. Les raffineries sont poussées à moins émettre de gaz à effet de serre et à produire des carburants plus propres, ce qui implique des investissements significatifs.
Comme les débouchés du fioul lourd et du gazole vont probablement encore diminuer voire s'épuiser, peut-être plus vite que prévu (à la suite de l'affaire Volkswagen et de l'arrivée de nombreuses alternatives) et peut-être d'abord en Europe (ainsi, l'Islande puis le Danemark ont annoncé l'interdiction de vente de véhicules diesel et à essence d'ici 2030, et la Norvège dès 2025 n'autorisera pour les ventes de voitures neuves que des véhicules « zéro émission » ; de même, Paris souhaite interdire tout véhicule diesel en 2024), une réduction de la part des fiouls lourds dans la chaine de raffinage, voire sa quasi-suppression semble à terme inéluctable.
Contrairement à une idée reçue, la production de fioul/gazole n'est pas inéluctable dans le processus de raffinage. La réduire ou la supprimer est techniquement faisable, par exemple via des systèmes dits d'« upgrading » ou « conversion profonde » du gazole, tels que la cokéfaction, l'hydrocraquage, la gazéification, qui cassent les longues chaines carbonées pour produire des hydrocarbures plus légers mais le faire à grande échelle demande de réaménager les raffineries qui ont été conçues pour produire de grandes quantités de fioul lourd et gazole, et l'empreinte carbone des carburants fossiles va empirer, car la transformation des fiouls en carburants plus légers et plus propres consommera aussi de l'énergie (qui sera probablement d'origine pétrogazière). L'hydrocraquage permet par exemple de transformer des distillats sous vide (dits « gazoles lourds » (éventuellement mélangés à d’autres résidus lourds) en essence à faible indice d’octane, en kérosène, en gazole léger et du fioul domestique ; ce procédé demande de bien désulfurer la charge, d'en retirer les métaux lourds ou métalloïdes et d'y ajouter ensuite une quantité importante d'hydrogène. Il pourra probablement bénéficier des progrès techniques attendus dans le cadre de l'économie de l'hydrogène mais cet hydrogène peut être produit sur place par gazéification d'une partie des hydrocarbures lourds.
Dès le début des années 2000, certains pays avaient déjà réduit leur offre en fioul plus que la France (qui soutenait encore le diesel en le taxant moins, au contraire des Pays-Bas qui soutenait le GPL, moins polluant que le gazole et que l'essence), souvent au profit du gaz naturel. Selon l'Ineris (2004), « la France peut sans doute trouver également des moyens acceptables sur les plans économique et environnemental pour réduire sa production et sa consommation de fiouls lourds ».
| France | Pays-Bas |
| --- | --- |
| Le graphique qui aurait dû être présenté ici ne peut pas être affiché car il utilise l'ancienne extension Graph, désactivée pour des questions de sécurité. Des indications pour créer un nouveau graphique avec la nouvelle extension Chart sont disponibles ici . | Le graphique qui aurait dû être présenté ici ne peut pas être affiché car il utilise l'ancienne extension Graph, désactivée pour des questions de sécurité. Des indications pour créer un nouveau graphique avec la nouvelle extension Chart sont disponibles ici . |